# Ophiacantha contigua
Ophiacantha contigua är en ormstjärneart som beskrevs av Christian Frederik Lütken och Ole Theodor Jensen Mortensen 1899. Ophiacantha contigua ingår i släktet Ophiacantha och familjen knotterormstjärnor. Inga underarter finns listade i Catalogue of Life.